# Kanton Gravelines

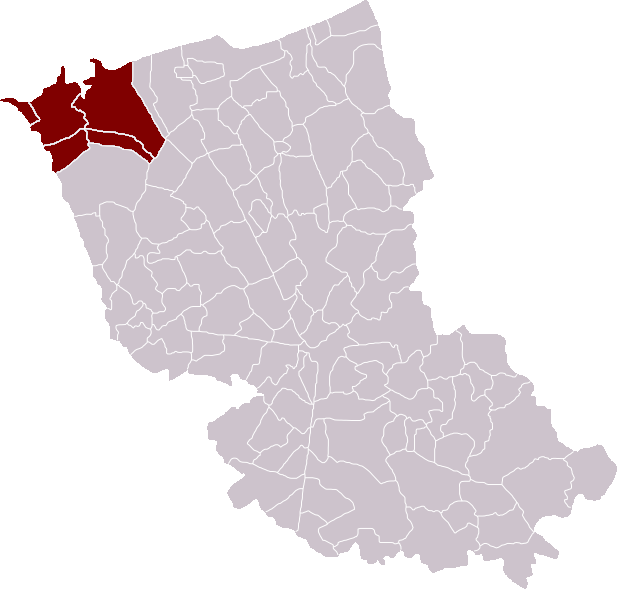
Kanton Gravelines im Arrondissement Dunkerque

Der Kanton Gravelines war bis 2015 ein französischer Kanton im Arrondissement Dunkerque im Département Nord und in der Region Nord-Pas-de-Calais. Sein Hauptort war Gravelines. Vertreter im Generalrat des Departements war zuletzt von 2011 bis 2015 Bertrand Ringot (PS).

## Gemeinden
Der Kanton bestand aus fünf Gemeinden:
| Gemeinde               | Einwohner Jahr | Fläche km² | Bevölkerungsdichte | Code INSEE | Postleitzahl |
| ---------------------- | -------------- | ---------- | ------------------ | ---------- | ------------ |
| Craywick               | 738 (2013)     | 7,73       | 95 Einw./km²       | 59159      | 59279        |
| Grand-Fort-Philippe    | 5.266 (2013)   | 3,13       | 1682 Einw./km²     | 59272      | 59153        |
| Gravelines             | 11.638 (2013)  | 22,66      | 514 Einw./km²      | 59273      | 59820        |
| Loon-Plage             | 6.314 (2013)   | 35,67      | 177 Einw./km²      | 59359      | 59279        |
| Saint-Georges-sur-l’Aa | 316 (2013)     | 8,13       | 39 Einw./km²       | 59532      | 59820        |

Die niederländischen Bezeichnungen der Gemeinden sind:
- Craywick: Kraaiwijk
- Grand-Fort-Philippe: Groot-Fort-Filips
- Gravelines: Grevelingen
- Loon-Plage: Loon
- Saint-Georges-sur-l'Aa: Sint-Joris aan de Aa